# Avatar: The Way of Water (soundtrack)
Avatar: The Way of Water (Original Motion Picture Soundtrack) is de originele soundtrack van de epische sciencefictionfilm Avatar: The Way of Water uit 2022, geregisseerd en gecoproduceerd door James Cameron, een vervolg op Avatar (2009). Het album bevat de originele partituur gecomponeerd door Simon Franglen, een vriend van componist James Horner, die eerder de partituur voor Avatar componeerde; Franglen had gewerkt als platenproducent en arrangeur voor Avatar, daarna nam hij de partituurtaken op zich voor The Way of Water en de aanstaande sequels in de Avatar-franchise, na de dood van Horner bij een vliegtuigongeluk in juni 2015.
Het album dat de originele partituur van Franglen vergezelt, bevat ook twee originele liedjes: "Song Chord" uitgevoerd door Franglen en Zoe Saldaña, en "Nothing Is Lost (You Give Me Strength)" uitgevoerd door de Canadese zanger The Weeknd. De laatste werd op 15 december 2022 uitgebracht als single van het album. De volledige soundtrack werd net als de single uitgebracht op 15 december 2022 door Hollywood Records, een dag eerder dan oorspronkelijk aangekondigd. Op 20 december 2022 werd een tweede soundtrack uitgebracht met de titel Avatar: The Way of Water (originele score), met extra nummers van de partituur van Franglen.

## Tracklist
| Nr. | Titel                                  | Artiest(en) | Duur |
| --- | -------------------------------------- | ----------- | ---- |
| 1.  | Nothing Is Lost (You Give Me Strength) | The Weeknd  | 4:28 |
| 2.  | Into the Water                         |             | 3:40 |
| 3.  | Happiness Is Simple                    |             | 2:22 |
| 4.  | A New Star                             |             | 2:57 |
| 5.  | Converging Paths                       |             | 1:45 |
| 6.  | Rescue and Loss                        |             | 6:40 |
| 7.  | Family Is Our Fortress                 |             | 3:07 |
| 8.  | Hometree                               |             | 3:28 |
| 9.  | The Way of Water                       |             | 2:30 |
| 10. | Payakan                                |             | 3:30 |
| 11. | Mighty Eywa                            |             | 4:13 |
| 12. | Friends                                |             | 1:47 |
| 13. | Cove of the Ancestors                  |             | 2:46 |
| 14. | The Tulkun Return                      |             | 2:51 |
| 15. | The Hunt                               |             | 5:48 |
| 16. | Na'vi Attack                           |             | 4:44 |
| 17. | Eclipse                                |             | 3:13 |
| 18. | Bad Parents                            |             | 3:23 |
| 19. | Knife Fight                            |             | 2:48 |
| 20. | From Darkness to Light                 |             | 4:14 |
| 21. | The Spirit Tree                        |             | 2:58 |
| 22. | The Songcord                           | Zoe Saldaña | 3:20 |

| Nr. | Titel                  | Artiest(en) | Duur |
| --- | ---------------------- | ----------- | ---- |
| 1.  | Hometree               |             | 3:28 |
| 2.  | Songcord Opening       |             | 1:58 |
| 3.  | Happiness Is Simple    |             | 2:22 |
| 4.  | A New Star             |             | 2:57 |
| 5.  | Train Attack           |             | 3:03 |
| 6.  | Masks Off              |             | 3:22 |
| 7.  | Converging Paths       |             | 1:45 |
| 8.  | Rescue and Loss        |             | 6:40 |
| 9.  | Family Is Our Fortress |             | 3:07 |
| 10. | Sanctuary              |             | 2:55 |
| 11. | Into the Water         |             | 3:40 |
| 12. | Training Montage       |             | 2:15 |
| 13. | The Way of Water       |             | 2:30 |
| 14. | Where the Men Hunt     |             | 1:45 |
| 15. | Payakan                |             | 3:30 |
| 16. | Mighty Eywa            |             | 4:13 |
| 17. | Friends                |             | 1:47 |
| 18. | Cove of the Ancestors  |             | 2:46 |
| 19. | The Tulkun Return      |             | 2:51 |
| 20. | The Hunt               |             | 5:48 |
| 21. | Kids in Peril          |             | 3:36 |
| 22. | Na’vi Attack           |             | 4:44 |
| 23. | A Farewell to Arm      |             | 2:26 |
| 24. | Eclipse                |             | 3:13 |
| 25. | Bad Parents            |             | 3:23 |
| 26. | Knife Fight            |             | 2:48 |
| 27. | World Upside Down      |             | 2:03 |
| 28. | From Darkness to Light |             | 4:14 |
| 29. | Family                 |             | 3:14 |
| 30. | Songcord Chapter       |             | 2:10 |
| 31. | The Spirit Tree        |             | 2:58 |
| 32. | The Songcord           | Zoe Saldaña | 3:20 |

## Prijzen en nominaties
| Jaar | Prijs                           | Categorie                                    | Genomineerde(n)                                | Uitslag     |
| ---- | ------------------------------- | -------------------------------------------- | ---------------------------------------------- | ----------- |
| 2022 | Hollywood Music in Media Awards | Best Original Score in a Sci-Fi/Fantasy Film | Simon Franglen                                 | Gewonnen    |
| 2022 | Hollywood Music in Media Awards | Best Original Song in a Feature Film         | Simon Franglen & Zoe Saldaña voor "Song Chord" | Genomineerd |
| 2022 | Hollywood Music in Media Awards | Song/Score — Trailer                         | Simon Franglen voor "Trailer"                  | Genomineerd |